# Al-Mardża
Al-Mardża (arab. المرجة) – wieś w Syrii, w muhafazie Al-Hasaka. W 2004 roku liczyła 971 mieszkańców.